# Sanofi Medley
Sanofi Medley (anteriormente apenas Medley) é uma farmacêutica brasileira, uma das principais indústrias do país desde sua fundação em 1996. Faz parte do grupo farmacêutico francês Sanofi desde 2009.
Com a sede em Campinas/SP, a Medley produz comprimidos, cápsulas, drágeas, líquidos, pomadas, cremes e suspensões.

## Fábricas no Brasil
- Campinas - SP